# Aílton Gonçalves da Silva
Aílton Goncalves da Silva (Mogeiro, 19 juli 1973), beter bekend als Aílton, is een Braziliaanse voormalig profvoetballer die als aanvaller speelde. 
Aílton begon zijn carrière bij Club Tigres. In het seizoen 1997/98 kwam hij bij die club vijfmaal tot scoren in zestien wedstrijden. Aílton verkaste naar Werder Bremen uit Duitsland. Bij Werder brak de zwaarlijvige spits definitief door en trof in zes seizoenen achtenzeventig maal doel. Aílton speelde op 6 mei 2000 mee in de finale van de strijd om de DFB-Pokal, waarin Werder Bremen met 3–0 verloor van FC Bayern München door treffers van Giovane Élber, Paulo Sérgio en Mehmet Scholl. In het seizoen 2003/04 werd hij met de club kampioen van Duitsland. In 2004 vertrok Aílton uit Bremen om voor FC Schalke 04 te gaan spelen. Mede door zijn slechte gedrag en zijn niet altijd even grote inzet kon Aílton de hoge verwachtingen niet waarmaken.
Na een seizoen vertrok Aílton naar Beşiktaş JK. Ook bij Besiktas waren de verwachtingen over de Braziliaan hoog. Maar ook in Turkije kreeg de spits problemen door zijn gebrek aan discipline, zo werd hij al kort nadat hij getekend had buiten de selectie gezet nadat hij gelijk na het ondertekenen van zijn contract naar Brazilië was gevlogen om op een korte vakantie te gaan. In de wedstrijd tegen Sivasspor ging de Braziliaan op de buik staan van Cem Karaca en moest met een rode kaart het veld verlaten. Aílton moest een boete betalen van 85.000 euro.
Door de vele ruzies tussen Aílton en zijn trainer Jean Tigana verliet Aílton al na een seizoen de Turkse club. In januari 2006 maakte hij de overstap naar Hamburger SV en keerde hij terug in de Bundesliga. Vanaf 31 augustus 2006 speelt Aílton bij Rode Ster Belgrado. Dit verblijf werd echter ook geen succes en hij vertrok in januari 2007 naar het Zwitserse Grasshoppers.
In de zomer van 2007 vertrok Aílton weer naar de Bundesliga, waar hij ging spelen voor MSV Duisburg. De Braziliaanse aanvaller had nimmer de indruk kunnen wekken zijn oude stiel van goaltjesdief te hervatten. Hij zorgde in Duisburg voor meer ophef dan doelpunten. Voorzitter Walter Hellmich noemnde Aílton een miskoop.
Eind februari werd het contract van Aílton bij Duisburg ontbonden en niet veel later werd bekend dat hij bij Metaloerh Donetsk ging spelen. Zijn verblijf in Oekraïne bleek van zeer korte duur. Eind augustus 2008 tekende hij een eenjarig contract bij SCR Altach uit Oostenrijk. In maart 2009 vertrekt hij na twaalf wedstrijden (zes doelpunten) transfervrij naar de Braziliaanse tweedeklasser Campinense Clube. Ook hier was zijn verblijf van korte duur. Na vier maanden vertrok hij naar het Chinese Chongqing Lifan, waar hij tot het einde van 2009 speelde. In december 2009 tekende hij een contract bij het Duitse KFC Uerdingen 05. Daar vertrok hij na een half jaar om voor FC Oberneuland uit te komen. Deze overeenkomst werd na onderling overleg op 4 februari 2011 echter alweer ontbonden. In februari 2012 was hij eenmalig gastspeler in een oefenduel voor VfB Peine.
Transfervrij trok hij vervolgens naar zesde divisieclub BFV Hassia Bingen voor het seizoen 2012/13. Tijdens zijn debuut scoorde hij twee doelpunten na in de achtenzestigste minuut ingevallen te zijn. Ook werd er mede door hem in deze wedstrijd een record gevestigd: nog nooit woonde dertienhonderd mensen een zesde divisiewedstrijd bij. Eind 2013 beëindigde hij zijn loopbaan en op 6 september 2014 kreeg hij een afscheidswedstrijd bij Werder Bremen.

## Erelijst
Werder Bremen
- Bundesliga: 2003/04
- DFB-Pokal: 1998/99, 2003/04

 Schalke 04
- UEFA Intertoto Cup: 2004

 Beşiktaş JK
- Türkiye Kupası: 2005/06

 Rode Ster Belgrado
- Superliga: 2006/07

Individual
- Bundesliga-topscorer: 2003/04
- Fußballer des Jahres: 2004
  - kicker Bundesliga Team des Monats: 2003/04